# Ojcowie Kościoła w Katechizmie Kościoła Katolickiego
Ojcowie w Katechizmie Kościoła Katolickiego. Prace Ojców Kościoła należą do podstawowych źródeł Katechizmu. Korzystają z nich autorzy Katechizmu Kościoła Katolickiego. Cytują je na przemian z tekstami biblijnymi.
Mniej więcej po równo reprezentowane są obie części dziedzictwa patrystycznego: łacińska (168 cytatów) i grecka (181). Twórczość pisarska chrześcijan rozpoczęła się w języku greckim. Pisma te, ze względu na niewielki odstęp czasowy od świadków bezpośrednich życia Jezusa miały szczególną rangę w dziedzictwie patrystycznym. Ojcowie greccy byli bardziej twórczy, jeżeli chodzi o podstawowe kwestie dotyczące natury Boga. Literatura łacińska rozpoczęła się dopiero z Tertulianem, na przełomie II i III wieku, a swoją wielkość osiągnęła wiek później. Wkład Zachodu dotyczył spraw bardziej „praktycznych”.
Wśród ojców łacińskich prym wiedzie św. Augustyn. Jest ojcem Kościoła, do którego Katechizm odwołuje się najczęściej. Cytaty z jego dzieł to jedna czwarta wszystkich cytatów patrystycznych (88 z Augustyna na 260 pozostałych). Taka proporcja odzwierciedla stan faktyczny, bowiem w literaturze łacińskiej Augustyn przerósł innych. Po św. Augustynie pojawia się: św. Ambroży (21), Tertulian (15), św. Leon Wielki (11) i św. Cyprian (7). Inni ojcowie występują sporadycznie, żaden z nich nie więcej niż trzy, cztery razy.
W literaturze greckiej rozkład cytatów jest inny. Żaden z ojców nie został wyróżniony tak, by jego postać dominowała nad innymi. Ojcem greckojęzycznym najczęściej cytowanym (32 razy) jest św. Ireneusz. Wśród ojców cytowanych wielcy kaznodzieje przeważają nad wielkimi teologami, np. św. Jan Chryzostom jest częściej cytowany niż św. Atanazy z Aleksandrii: pierwszy 18 razy, drugi zaś tylko 3 razy. Również św. Cyryl Jerozolimski, znany ze swoich Katechez jest cytowany 9 razy, a św. Cyryl Aleksandryjski, który o wiele więcej przyczynił się do rozwoju chrystologii – tylko 2 razy.
Treść pism ojców nawiązywała przede wszystkim do Ewangelii. Św. Augustyn nakazywał jej słuchać, żeby Chrystus naprawdę był wśród nas. Nie mówmy: Szczęśliwi ci, którzy mogli Go oglądać!... Albowiem najdrogocenniejsze słowa, które rozbrzmiewały z ust Pana, zostały dla nas zapisane, dla nas zachowane i dla nas zostały odczytane, a także będą głoszone naszym potomnym aż do skończenia świata.